# Larry Page (Manager)

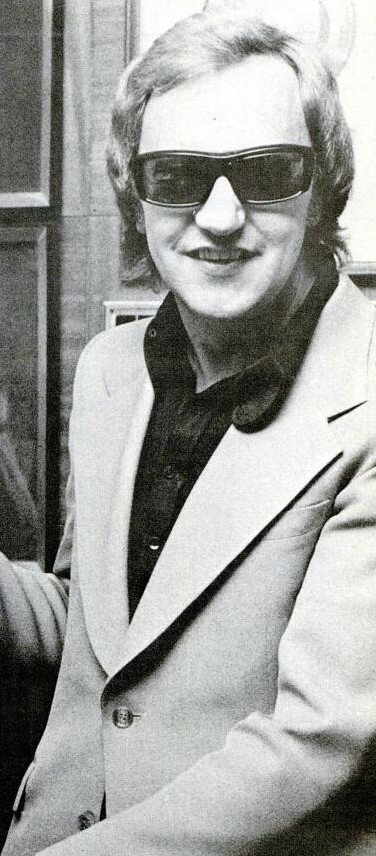
Larry Page (1972)

Larry Page, geboren als Leonard Davies (* 1938 in Hayes, Middlesex, heute London Borough of Hillingdon, England; † 18. April 2024 in Avoca, New South Wales, Australien), war ein britischer Sänger, Musikproduzent und Manager. In den 1960er Jahren war er Manager der Rockbands The Kinks (ab 1963) und The Troggs (ab 1965).

## Leben und Werk
Larry Page wurde als Leonard Davies geboren, wechselte aber noch als Jugendlicher seinen Namen zu Ehren des US-amerikanischen Theater- und Filmschauspielers Larry Parks. Nach seinem frühen Schulabbruch arbeitete er als Packer im nahegelegenen EMI-Werk, wo er Einblicke in viele Facetten des Musikgeschäftes erlangte. Er nahm einige, allerdings erfolglose Singles auf; er tourte kurzzeitig mit Cliff Richard und hatte sogar einen Auftritt in der Royal Albert Hall. In den 1960er Jahren managte er erfolgreich mehrere Bands, darunter die Kinks, für die er im Jahr 1965 eine US-Tour organisierte und begleitete, und die Troggs. Auf seinem Plattenlabel Page One Records erschienen mehrere Hits der Troggs. Nach einem heftigen Streit mit dem Kinks-Leader Ray Davies veröffentlichte er im Jahr 1968 unter dem Namen Larry Page Orchestra Coverversionen früher Kinks-Titel.
Sein zweites Label Penny Farthing Records widmete sich eher kommerziellen Bands und Sängern wie z. B. Daniel Boone und seiner Hit-Single Beautiful Sunday (1972). Im selben Jahr produzierte er für den FC Chelsea die Stadionhymne Blue is the Colour. Zu Beginn des 21. Jahrhunderts zog er nach Australien, wo er im Jahr 2024 im Alter von 86 Jahren starb.

## Diskografie
- 1957: Larry Page With Tony Osborne Orch* – Please Don’t Blame Me, Columbia
- 1958: Larry Page With Geoff Love And His Orchestra* and The Rita Williams Singers – Under Control, Columbia
- 1959: Larry Page Accompanied by The Saga Satellites – Big Blon’ Baby
- 1959: Larry Page Accompanied by The Saga Satellites – How’m I Doing, Hey, Hey
- 1960: Sings His Personal Choice
- 1968: I Let Her Get Lonely / Somebody Knows
- 1982: Larry Page & City Sound Orchestra – Night Sky, Victor